# Urbańszczyzna
Urbańszczyzna [pronunciación en polaco: /urbaɲʂˈt͡ʂɨzna/] Es un pueblo en el distrito administrativo de Gmina Łowicz, dentro del Distrito de Łowicz, Voivodato de Łódź, en Polonia central. Se encuentra aproximadamente 4 kilómetros al sur de Łowicz y 46 kilómetros al norte-del este del regional capital Łódź.
El pueblo tiene una población de 110 habitantes.